# Piosenka księżycowa
Piosenka księżycowa − utwór muzyczny polskiego zespołu Varius Manx, wydany w 1994. Trzeci singiel z albumu pt. Emu.

## Notowania
| Lista                              | Pozycja |
| ---------------------------------- | ------- |
| Lista przebojów Programu Trzeciego | 1       |
| Szczecińska Lista Przebojów        | 6       |